# Nati nel 1922/Novembre
| Questa pagina contiene informazioni ricavate automaticamente dalle voci biografiche con l'ausilio del template Bio e di un bot. L'aggiornamento è periodico e automatico e ricostruisce completamente la pagina. Se manca una persona in questa lista, sei pregato di non aggiungerla, ma accertati piuttosto che la sua voce biografica contenga il template Bio e che i dati anagrafici siano correttamente compilati. Se il template Bio manca, inseriscilo tu stesso o, in alternativa, metti l'avviso {{tmp\|Bio}} che ne segnala la mancanza. Se i dati riportati sono sbagliati, correggi direttamente la voce biografica; le modifiche saranno visibili in questa lista entro pochi giorni. Per chiarimenti vedi il progetto biografie. La lista contiene solo le 163 persone che sono citate nell'enciclopedia e per le quali è stato implementato correttamente il template Bio. Pagina aggiornata al 26 mar 2025. |

- 1º novembre - Francisco Antúnez, allenatore di calcio e calciatore spagnolo († 1994)
- 1º novembre - Ezio Barbieri, criminale italiano († 2018)
- 1º novembre - George S. Irving, attore, cantante e doppiatore statunitense († 2016)
- 1º novembre - Bob Mullens, cestista statunitense († 1989)
- 1º novembre - Emidio Sfredda, manager italiano († 2007)
- 1º novembre - Andy Tonkovich, cestista statunitense († 2006)
- 2 novembre - Ria Baran, pattinatrice artistica su ghiaccio tedesca († 1986)
- 2 novembre - Frederick J. Simoons, antropologo statunitense († 2022)
- 3 novembre - Alan Bannister, pistard britannico († 2007)
- 3 novembre - Gaetano Di Modica, chimico italiano († 2014)
- 3 novembre - Han Chang-wha, calciatore sudcoreano († 2006)
- 3 novembre - Dick Triptow, cestista e allenatore di pallacanestro statunitense († 2015)
- 4 novembre - Benno Besson, regista teatrale svizzero († 2006)
- 4 novembre - Óscar Pérez Cattáneo, cestista argentino († 2002)
- 5 novembre - Nino Ippolito, compositore e direttore di banda italiano († 2011)
- 5 novembre - María Isabel Rodríguez, politica e medica salvadoregna
- 6 novembre - Domenico Cazzato, politico italiano († 1994)
- 6 novembre - Michel Crozier, sociologo francese († 2013)
- 6 novembre - Lenin Mancuso, militare italiano († 1979)
- 6 novembre - Tom Meyer, cestista statunitense († 2019)
- 6 novembre - Giacomo Ros, politico italiano († 2012)
- 7 novembre - Giuseppe Failla, militare e partigiano italiano († 1944)
- 7 novembre - Dino Gavina, imprenditore, designer e editore italiano († 2007)
- 7 novembre - Al Hirt, trombettista e direttore d'orchestra statunitense († 1999)
- 7 novembre - Angelo Ippolito, pittore statunitense († 2001)
- 7 novembre - Antonino Maccarrone, politico italiano († 1972)
- 7 novembre - Louis Stettner, fotografo statunitense († 2016)
- 8 novembre - Christiaan Barnard, chirurgo sudafricano († 2001)
- 8 novembre - Cesare Fera, architetto e ingegnere italiano († 1995)
- 8 novembre - Ademir Marques de Menezes, calciatore brasiliano († 1996)
- 8 novembre - Ferdinand Panke, pallanuotista tedesco († 1996)
- 9 novembre - Jusuf Alibali, giornalista e politico albanese († 2003)
- 9 novembre - Pietro Barucci, architetto e urbanista italiano († 2023)
- 9 novembre - Maja Bošković-Stulli, antropologa e storica croata († 2012)
- 9 novembre - Aldo Corasaniti, giurista italiano († 2011)
- 9 novembre - Dorothy Dandridge, attrice e cantante statunitense († 1965)
- 9 novembre - Henri Hollanders, cestista belga († 1995)
- 9 novembre - Imre Lakatos, filosofo ungherese († 1974)
- 9 novembre - Giovan Battista Martini, calciatore italiano († 1986)
- 9 novembre - Augusto Vargas Alzamora, cardinale e arcivescovo cattolico peruviano († 2000)
- 10 novembre - Massimo Bogianckino, pianista, direttore artistico e politico italiano († 2009)
- 10 novembre - Eduardo Caliendo, chitarrista italiano († 1993)
- 10 novembre - Wilhelm Flenner, sollevatore austriaco († 1995)
- 10 novembre - Ivan Jensen, calciatore danese († 2009)
- 10 novembre - Guido Minghetti, calciatore italiano
- 10 novembre - Franco Petrini, disegnatore italiano († 2001)
- 11 novembre - Carlo Baccarini, calciatore e allenatore di calcio italiano († 2000)
- 11 novembre - George Blake, diplomatico e agente segreto britannico († 2020)
- 11 novembre - Alvaro Cecati, calciatore italiano
- 11 novembre - Dante Isella, critico letterario e filologo italiano († 2007)
- 11 novembre - Abdullahi Issa Mohamud, politico somalo († 1988)
- 11 novembre - Fred J. Koenekamp, direttore della fotografia statunitense († 2017)
- 11 novembre - Kurt Vonnegut, scrittore statunitense († 2007)
- 12 novembre - Zeffirino Ballardini, antifascista italiano († 1944)
- 12 novembre - Tadeusz Borowski, scrittore, poeta e giornalista polacco († 1951)
- 12 novembre - André Buffière, cestista e allenatore di pallacanestro francese († 2014)
- 12 novembre - Charlotte MacLeod, scrittrice canadese († 2005)
- 12 novembre - Kim Hunter, attrice statunitense († 2002)
- 12 novembre - Billy Reed, cestista e giocatore di baseball statunitense († 2005)
- 12 novembre - Lou Spicer, cestista statunitense († 1981)
- 12 novembre - Stanislav Zámečník, scrittore e storico ceco († 2011)
- 12 novembre - Knut Østby, canoista norvegese († 2010)
- 13 novembre - Bao Fang, attore e regista hongkonghese († 2006)
- 13 novembre - Daun Kennedy, attrice e modella statunitense († 2002)
- 13 novembre - Don Putman, cestista statunitense († 2006)
- 13 novembre - George Ratkovicz, cestista statunitense († 2007)
- 13 novembre - Werner Scholl, militare tedesco († 1944)
- 13 novembre - Madeleine Sherwood, attrice e attivista canadese († 2016)
- 13 novembre - Oskar Werner, attore austriaco († 1984)
- 14 novembre - Phyllis Avery, attrice statunitense († 2011)
- 14 novembre - Boutros Boutros-Ghali, giurista, politico e diplomatico egiziano († 2016)
- 14 novembre - Piero Farani, artigiano italiano († 1997)
- 14 novembre - Veronica Lake, attrice statunitense († 1973)
- 14 novembre - Roberto Lovera, cestista e allenatore di pallacanestro uruguaiano († 2016)
- 15 novembre - Carlastella, cantante italiana († 1998)
- 15 novembre - Gian Pietro Borgnolo, chimico e imprenditore italiano († 2016)
- 15 novembre - Luigi Carrai, annunciatore televisivo italiano († 1994)
- 15 novembre - Gervasio Chiari, imprenditore italiano († 2011)
- 15 novembre - Fernaldo Di Giammatteo, critico cinematografico e storico italiano († 2005)
- 15 novembre - Giuseppe Guarino, giurista e politico italiano († 2020)
- 15 novembre - Giorgio Manganelli, scrittore, traduttore e giornalista italiano († 1990)
- 15 novembre - Francesco Rosi, regista e sceneggiatore italiano († 2015)
- 15 novembre - Evio Tomasucci, operaio, partigiano e politico italiano († 2012)
- 16 novembre - Gene Amdahl, ingegnere e informatico statunitense († 2015)
- 16 novembre - Patricia Barry, attrice statunitense († 2016)
- 16 novembre - Royal Dano, attore statunitense († 1994)
- 16 novembre - Lucio De Santis, attore e produttore cinematografico italiano († 2006)
- 16 novembre - Pierre Duprey, vescovo cattolico e missionario francese († 2007)
- 16 novembre - Pietro Genduso, entomologo italiano († 1999)
- 16 novembre - Salvatore Giuliano, brigante italiano († 1950)
- 16 novembre - Janusz Morgenstern, regista e produttore cinematografico polacco († 2011)
- 16 novembre - Oleg Pavlovič Nikolaevskij, regista sovietico († 1998)
- 16 novembre - José Saramago, scrittore, giornalista e drammaturgo portoghese († 2010)
- 17 novembre - Stanley Cohen, biochimico statunitense († 2020)
- 17 novembre - Jack Froggatt, calciatore inglese († 1993)
- 17 novembre - William Lanteau, attore statunitense († 1993)
- 17 novembre - Walt Lautenbach, cestista statunitense († 1997)
- 17 novembre - Émile Noël, funzionario francese († 1996)
- 17 novembre - Ettore Valcareggi, calciatore italiano († 2017)
- 18 novembre - Ray Ellefson, cestista statunitense († 1994)
- 18 novembre - Marjorie Gestring, tuffatrice statunitense († 1992)
- 18 novembre - Agustín Pagola Gómez, calciatore sovietico († 1975)
- 18 novembre - Luis Somoza Debayle, politico nicaraguense († 1967)
- 18 novembre - Enrico Vanzini, militare italiano († 2025)
- 19 novembre - Ado Guido Di Mauro, politico italiano († 2011)
- 19 novembre - Juan Gazsó, cestista argentino († 2003)
- 19 novembre - Luciano Grossi Bianchi, architetto, storico dell'architettura e ingegnere italiano († 2013)
- 19 novembre - Jurij Knorozov, linguista, epigrafista e etnografo russo († 1999)
- 19 novembre - Rajko Mitić, calciatore e allenatore di calcio jugoslavo († 2008)
- 19 novembre - Ernest Sterckx, ciclista su strada e pistard belga († 1975)
- 19 novembre - Umberto Zurlini, politico italiano († 1968)
- 20 novembre - Aldo Battagion, partigiano e rugbista a 15 italiano († 2007)
- 20 novembre - Valentin Stănescu, allenatore di calcio e calciatore rumeno († 1994)
- 21 novembre - María Casarès, attrice spagnola († 1996)
- 21 novembre - Marjorie Housepian Dobkin, scrittrice e insegnante statunitense († 2013)
- 22 novembre - Elissa Aalto, architetto finlandese († 1994)
- 22 novembre - Roberto Aballay, calciatore argentino
- 22 novembre - Fikret Amirov, compositore azero († 1984)
- 22 novembre - Valentina Guidetti, partigiana italiana († 1945)
- 22 novembre - Eila Hiltunen, scultrice finlandese († 2003)
- 22 novembre - Marlene, cantante e attrice brasiliana († 2014)
- 22 novembre - Eugene Stoner, ingegnere e inventore statunitense († 1997)
- 23 novembre - Franco Balducci, attore italiano († 2001)
- 23 novembre - Manuel Fraga Iribarne, politico spagnolo († 2012)
- 23 novembre - Joan Fuster, scrittore spagnolo († 1992)
- 23 novembre - Inge Landgut, attrice tedesca († 1986)
- 23 novembre - Guido Lauri, danzatore e coreografo italiano († 2019)
- 23 novembre - István Turbéky, calciatore ungherese († 1996)
- 23 novembre - Võ Văn Kiệt, politico vietnamita († 2008)
- 24 novembre - Sabatino Moscati, archeologo, storico e orientalista italiano († 1997)
- 24 novembre - Rolf Paetz, calciatore tedesco († 1994)
- 24 novembre - Martin Poll, produttore cinematografico e produttore televisivo statunitense († 2012)
- 24 novembre - Francesco Tiezzi, architetto e urbanista italiano († 2017)
- 25 novembre - Luciano Foglietta, giornalista e scrittore italiano († 2015)
- 25 novembre - Lars-Erik Olsson, cestista svedese († 2018)
- 25 novembre - René Schérer, filosofo francese († 2023)
- 26 novembre - Ignazio Baldelli, linguista e filologo italiano († 2008)
- 26 novembre - Giovanni Cascio, calciatore italiano
- 26 novembre - Étienne Gailly, maratoneta belga († 1971)
- 26 novembre - Gino Gardassanich, calciatore italiano († 2010)
- 26 novembre - Charles M. Schulz, fumettista statunitense († 2000)
- 26 novembre - Jacqueline White, attrice statunitense
- 26 novembre - Adam Williams, attore statunitense († 2006)
- 27 novembre - Hall Bartlett, regista, produttore cinematografico e sceneggiatore statunitense († 1993)
- 27 novembre - Wim van Heel, hockeista su prato olandese († 1972)
- 27 novembre - Nicholas Magallanes, danzatore statunitense († 1977)
- 27 novembre - Peppino Manente Comunale, politico italiano († 1983)
- 27 novembre - Attilio Miglio, calciatore italiano
- 27 novembre - Rao Pingru, fumettista cinese († 2020)
- 27 novembre - Leandro Rampa, politico italiano († 2008)
- 28 novembre - Joe Camic, cestista statunitense († 2011)
- 28 novembre - Pinchas Lapide, diplomatico, teologo e storico delle religioni austriaco († 1997)
- 28 novembre - Noel Mewton-Wood, pianista australiano († 1953)
- 28 novembre - Meyer Jerison, matematico statunitense († 1995)
- 28 novembre - Robert Soro, rugbista a 15 francese († 2013)
- 29 novembre - Michael Howard, storico britannico († 2019)
- 29 novembre - Carlo Lajolo, scrittore e partigiano italiano († 2009)
- 29 novembre - Laurie Main, attore inglese († 2012)
- 29 novembre - Raimundo Pérez Lezama, calciatore spagnolo († 2007)
- 29 novembre - Maria Pia Tavazzani, partigiana, scrittrice e fotografa italiana († 2019)
- 30 novembre - Emilio Aldecoa, calciatore e allenatore di calcio spagnolo († 1999)
- 30 novembre - Jorge Benegas, calciatore argentino († 2020)
- 30 novembre - Graham Crowden, attore britannico († 2010)